# 交通伝習所
交通伝習所（こうつうでんしゅうしょ、簡: 交通传习所）は、清朝末期から中華民国初年にかけて設立された北京鉄道管理伝習所が改称されたもので、北京交通大学の前身である。

## 北京鉄道管理伝習所から改称
1911年（宣統3年）、北京鉄道管理伝習所から改称されるとともに、郵便クラスと電信クラスが増設された。辛亥革命後に中華民国交通部の管理下に置かれ、電気工学課程と有線電気通信工学課程が増設され無線電信速成クラスも作られた。
- 鉄道工学課程英文高等クラス：1916年、1917年）に各1班が卒業した。
- フランス語専門クラス：1916年、1917年に卒業した。
- 無線電信速成クラス、高等電気工学課程クラス：1914年、1915年、1916年のそれぞれの卒業生は、全員が各機関に配属された。

1914年までに卒業生の総数は770人以上になった。

## 2校に分離・再編
1917年に中華民国交通部は授業を充実させるとともに、「北京鉄道管理学校」と「北京郵便通信管理学校」に再編した。